# Gerhard Tremmel
Gerhard Martin „Gerry“ Tremmel (* 16. November 1978 in München) ist ein ehemaliger deutscher Fußballtorhüter. Im Jahr 2000 gelang ihm der Sprung von der zweiten Mannschaft der SpVgg Unterhaching, die in der Landesliga spielte, zur Bundesligamannschaft. Es folgte eine Karriere mit Stationen in Deutschland, Österreich und England. Tremmel absolvierte über 100 Bundesligapartien, spielte in der englischen Premier League und sammelte zudem internationale Erfahrung mit Red Bull Salzburg und Swansea City in der UEFA Europa League.

## Karriere
Der Torwart Gerhard Tremmel startete seine Karriere im Profibereich bei der SpVgg Unterhaching. Zunächst spielte er bei der zweiten Mannschaft der Spielvereinigung in der Landesliga. Am 7. April 2000 kam Tremmel allerdings zu seinem Debüt in der Bundesliga, da sich ein paar Stunden vor dem Spiel gegen den TSV 1860 München nach dem Stammkeeper Jürgen Wittmann auch die eigentliche Nummer 2 Udo Mai im Mannschaftshotel an der Wade verletzt hatte. So debütierte Tremmel im Derby gegen den Münchner Stadtrivalen vor ausverkauftem Stadion, bei dem sich die als Underdog gehandelten Hachinger ein 1:1 erkämpften. Aufgrund ansprechender Leistungen hütete er auch in den restlichen Spielen der Saison das Tor der Hachinger. So war er auch Teil der Mannschaft, die am 34. Spieltag der Saison 1999/2000 Bayer 04 Leverkusen, denen nur ein Punkt zum Titel fehlte, völlig überraschend mit 2:0 bezwang, Bayern München so die Meisterschaft ermöglichte und zum Ruf der Leverkusener als „Vizekusen“ beitrug. Ein Jahr später stand Tremmel ebenfalls am letzten Spieltag in der Startelf, als Schalke 04 durch einen 5:3-Sieg nach 2:3-Rückstand den Abstieg der Hachinger besiegelte und dennoch nur Meister der Herzen wurde. Nach einem Jahr mit Unterhaching in der 2. Liga wechselte er 2002 zu Hannover 96. Von 2004 bis 2006 spielte er für Hertha BSC. Zur Saison 2006/07 wechselte er zu Energie Cottbus. Trainer Bojan Prašnikar machte ihn nach seinem Amtsantritt 2007 zum Stammtorwart.
Nach dem Bundesligaabstieg des FC Energie Cottbus 2009 spekulierte Tremmel auf einen Wechsel in die Bundesliga oder ins Ausland und bekam von Energie Zeit, mit anderen Vereinen in Kontakt zu treten. Ein Wechsel zum Hamburger SV zerschlug sich in letzter Sekunde, obwohl ein Drei-Jahres-Vertrag bereits ausgehandelt war. Kurzfristig ergab sich die Möglichkeit, in seine Heimatstadt zum FC Bayern zu wechseln. Dort hätte er hinter Hans Jörg Butt die Nummer 2 werden sollen, aber Michael Rensing entschied sich trotz seiner Degradierung für einen Verbleib in der Landeshauptstadt, sodass die Münchner Abstand von einer Verpflichtung nahmen. Währenddessen verpflichtete Cottbus den Kanadier Lars Hirschfeld als Ersatz. Letztendlich stieß Tremmel wieder zur Cottbuser Mannschaft und absolvierte 34 Spiele in der 2. Bundesliga. Aufgrund der Tatsache, dass seine Nummer 1 an Hirschfeld vergeben war, spielte Tremmel in der Saison 2009/10 mit der Nummer 30. Nach jener Saison wurde sein Vertrag in gegenseitigem Einvernehmen nicht verlängert.
Zur Saison 2010/11 wechselte Tremmel zum FC Red Bull Salzburg, bei dem er den verletzten Torwart Eddie Gustafsson ersetzen sollte. Bei den „Roten Bullen“ unterschrieb Tremmel einen Vertrag bis 2011. Im Trikot der Salzburger feierte Tremmel im September 2010 beim Gruppenspiel der UEFA Europa League gegen Manchester City (0:3) sein Debüt in einem internationalen Wettbewerb. In der Herbstsaison 2010/11 erhielt er außerdem nur dreizehn Gegentreffer in der Liga, womit er der beste Torhüter der ersten Bundesliga war.
Ende August 2011 wechselte Tremmel zum Englischen Premier-League-Aufsteiger Swansea City, bei dem er einen Zweijahresvertrag unterzeichnete. Der Wechsel kam überaus kurios zustande: Nur aufgrund einer Internetrecherche seiner Frau wurde Tremmel überhaupt darauf aufmerksam, dass Swansea City gerade einen Torwart suchte. Darüber hinaus wurde der Kontakt erheblich dadurch erleichtert, dass das Team zum damaligen Zeitpunkt ein Trainingslager in der Nähe von Salzburg absolvierte. Sein Debüt für Swansea gab Tremmel unter Trainer Brendan Rodgers in der vierten Runde des FA Cups gegen den FC Barnsley im Februar 2012. Im gleichen Monat gab er sein Premier-League-Debüt im Spiel gegen Stoke City.
Am 9. Spieltag der Saison 2012/13 musste Stammtorhüter Michel Vorm nach 66 Spielminuten das Spielfeld aufgrund einer Leistenverletzung verlassen. Gerhard Tremmel kam so zu seinem zweiten Einsatz in der Liga und hütete das Tor auch in den folgenden acht Premier-League-Spielen. Im Achtelfinale des Football League Cups am 31. Oktober 2012 hütete er beim 3:1 gegen den favorisierten FC Liverpool ebenfalls das Tor, wie auch beim 1:0-Sieg im Viertelfinale am 12. Dezember 2012 gegen den FC Middlesbrough. Mit Tremmel im Tor gelang Swansea City am 23. Januar 2013 mit einem 0:0 (Hinspiel: 2:0-Auswärtssieg) gegen den favorisierten FC Chelsea sogar der Einzug in das League-Cup-Finale. Am 7. Februar 2013 verkündete Swansea, dass Tremmel seinen Vertrag bis Sommer 2015 verlängert habe. Am 24. Februar 2013 gewann Tremmel mit Swansea gegen den Viertligisten Bradford City, ebenfalls eine Überraschungsmannschaft, mit 5:0 im Wembley-Stadion den Ligapokal und damit den zweiten Titel seiner Karriere nach dem DFB-Hallenpokal 2001 mit der SpVgg Unterhaching. Damit gehört Tremmel neben Bernd Trautmann und Jens Lehmann zu den nur drei deutschen Torhütern, die mit einer englischen Mannschaft Titel gewannen. Durch den Pokalsieg durfte Swansea in der Saison 2013/14 in der Europa-League-Qualifikation starten, welche auch erfolgreich verlief. In der Gruppenphase des Hauptwettbewerbs hütete Tremmel viermal das Tor der Waliser. In den Spielen der 2. Runde, in denen Swansea letztlich ausschied, musste er jeweils Michel Vorm den Vortritt lassen.
Nachdem der Vertrag zur Saison 2014/15 zunächst ausgelaufen war, einigten sich Tremmel und Swansea City über eine erneute Zusammenarbeit bis 2017. Im Januar 2016 wurde er bis Saisonende an Werder Bremen verliehen. Werder hatte nach den verletzungsbedingten Ausfällen von Raphael Wolf und Michael Zetterer kurzfristig akuten Bedarf an einem neuen Ersatztorwart hinter Stammkraft Felix Wiedwald.
Im Sommer 2017 beendete Tremmel seine Laufbahn als aktiver Spieler und war im Anschluss als Scout für Swansea City von Deutschland aus tätig. Diese Tätigkeit endete im Juni 2018.

## Erfolge
SpVgg Unterhaching
DFB-Hallenpokal: 2001
Swansea City
League Cup: 2013

## Privates
Tremmel ist gelernter Steuerfachangestellter und lebt seit 2023 mit seiner zweiten Ehefrau und den zwei gemeinsamen Kindern im spanischen Estepona. Dort betreibt er eine Sport-Consulting-Firma und arbeitet an seiner Autobiografie, die 2026 im Rahmen der Leipziger Buchmesse erscheinen soll.